# エンリケ・ベルノルディ
エンリケ・ベルノルディ（Enrique Antônio Langue e Silvério de Bernoldi, 1978年10月19日生 - ）はブラジル出身のレーシングドライバー。

## 経歴
1987年、9歳の時からカートを始め、この年に地元クリチバのカート選手権を制したのを手始めに、その後はサンパウロ州選手権、ブラジル国内選手権に参戦し、計5つのタイトル（クリチバ選手権:1987年、サンパウロ州選手権：1989年、1990年、ブラジル国内選手権：1990年、1991年）を獲得した。
1995年、4輪レースに挑むため17歳の時にヨーロッパへ渡り、イタリアのフォーミュラ・アルファ・ボクサー選手権に出場、初出場ながらシリーズ4位を得た。
翌1996年、フォーミュラ・ルノーのイギリス選手権とヨーロッパ選手権（ユーロカップ）に出場すると、初年度からめざましい活躍をみせ、両選手権ともにチャンピオンとなった。
1997年はイギリスF3にステップアップし、9月に開催されたスパ・フランコルシャンのレースでは初優勝をあげ、シーズンを1勝、ランキング5位で終え、マカオグランプリでも3位表彰台を得た。翌年は年間6勝をあげイギリス選手権年間ランキング2位、マルボロ・マスターズF3で2位、マカオグランプリも昨年に続き3位と上々の成績でF3を終える。
1999年、国際F3000にステップアップし、レッドブル・ジュニアチームから参戦。同時に、当時レッドブルを有力なスポンサーとして抱えていたF1のザウバーチームでテストドライバーを務めた。翌年まで、国際F3000に参戦しつつ、ザウバーのテストドライバーを兼務した。2000年の年末になると、レッドブルによってF1へのステップアップを促され、ザウバーのレギュラードライバーとして推薦されたが、キミ・ライコネンの才能に目をつけたザウバーチームのオーナー、ペーター・ザウバーによってこの提案が拒否されたことで、結果として、レッドブルからの援助を持参金とする形でアロウズから参戦することとなった。

### F1時代

#### 2001年
アロウズの戦闘力は充分なものには程遠かったが、チームメイトで評価も高いヨス・フェルスタッペンを時に上回ってみせるなどしたことで、まずまずの評価を得た。

##### モナコGPの事件
この年の第7戦モナコGPで、この年ミハエル・シューマッハとタイトルを争い、前戦オーストリアGP終了時点でポイントリーダーのミハエルから4点差のランキング2位につけていたデビッド・クルサードをレース周回数の半分以上にわたって押さえ続けたことで、レース後にクルサードから非難され、不本意な悪名を負ってしまう。
このレースでポールポジションについたクルサードはエンジンストールにより最後尾からのスタートとなり、そのため、ベルノルディは同一周回のクルサードに対してブロックしていただけであり、なんら非難される理由はなかった。前走車を抜きにくいことで知られるこのコースで最後尾となった時点で、クルサードのレースはすでに絶望的であったが、それに加えてベルノルディのペースに付き合わされたことで周回遅れとなり、クルサードがこのレースを完全に失ったこともまた事実である。本来は紳士で温厚な人柄が知られるクルサードだが、この一件では怒り心頭に発し、ベルノルディをようやく抜きさり自由に走れるようになると、すでにレースの帰趨が見えた68周目にこのレースのファステストラップを鬱憤を晴らすかのごとく叩きだしている。
この一件について、ベルノルディに非がないことは言うまでもないが、結果的にこのレースがこの年のタイトル争いに小さからぬ影響を与えたこともまた事実である。クルサードはベルノルディを抜いた後になんとか5位に入賞し2ポイントを獲得したが、ミハエル・シューマッハはこのレースで優勝したため、点差は一挙に8点上積みされ12点となり、結果として、その後のタイトル争いの流れはシューマッハに大きく傾くこととなったのである。
レース後の反応として、イギリスのITVが行ったアンケートによると、ベルノルディの行為は正当だったとする回答が実に93%という数字をだしており、視聴者からはクルサードの批判は筋が通っていないと受けとめられていた。また、クルサードが所属していたマクラーレンのチーム監督であるロン・デニス、マクラーレンにエンジンを供給していたメルセデス・ベンツの責任者であるノルベルト・ハウグはレース後、ベルノルディに対して非公式な抗議を行ったが、そのデニスすらも公にはベルノルディを抜けなかったクルサードについて擁護せず批判した。

#### 2002年
この年もアロウズから参戦した。しかしながら、フェルスタッペンに代わってチームメイトとなったハインツ＝ハラルド・フレンツェンには歯が立たず、印象的な走りを見せることもなかった。さらに、チームの経営状態が悪化し、第11戦フランスGPではチームの指示によりフレンツェンともども故意の予選不通過を強いられるなど、苦汁をなめ、第12戦ドイツGPを最後にアロウズが撤退したことで、F1のシートを喪失した。

### その後
2003年と2004年はワールドシリーズ・バイ・ニッサンに参戦し、それぞれ年間ランキング6位、3位を記録。同時に、2004年から2005年にかけてF1のB・A・Rチームで臨時のテストドライバーをたびたび務めた。
2006年はCARTのテスト参加と、アルゼンチンのツーリングカーレースであるブエノスアイレス200キロレースにホンダ・ワークスチーム（ホンダ・ペトロブラス）から参戦した程度で目立った活動はなかったが、2007年からは母国ブラジルへと戻りブラジル国内のストックカー選手権にフル参戦した。
2008年はコンクエスト・レーシングよりインディカー・シリーズに参戦を果たすものの、インフィニオンで負った親指の怪我のため最後の2戦を欠場。2009年は再びヨーロッパに主戦場を移し、フラメンゴからスーパーリーグ・フォーミュラに参戦する傍ら、サンガリ・チーム・ブラジルのコルベットZ06を駆ってFIA GT選手権にも参戦した。

## レース戦績

### フォーミュラ

#### イギリス・フォーミュラ3選手権
| 年     | チーム          | エンジン      | クラス | 1     | 2     | 3     | 4      | 5        | 6     | 7       | 8       | 9       | 10      | 11     | 12     | 13     | 14      | 15    | 16      | 順位 | ポイント |
| ------ | --------------- | ------------- | ------ | ----- | ----- | ----- | ------ | -------- | ----- | ------- | ------- | ------- | ------- | ------ | ------ | ------ | ------- | ----- | ------- | ---- | -------- |
| 1997年 | プロマテクメ UK | ルノー-ソデモ | A      | DON 3 | SIL   | THR   | BRH 14 | SIL 6    | CRO 5 | OUL Ret | SI 10   | PEM1 8  | PEM2 2  | DON 8  | SNE1 2 | SNE2 3 | SPA 1   | SIL 2 | THR 3   | 5位  | 127      |
| 1998年 | プロマテクメ UK | ルノー-ソデモ | A      | DON 1 | THR 1 | SIL 2 | BRH1 1 | BRH2 Ret | OUL 1 | SIL 1   | CRO Ret | SNE Ret | SIL Ret | PEM1 4 | PEM2 7 | DON 1  | THR Ret | SPA 4 | SIL Ret | 2位  | 163      |

- 太字はポールポジション、斜字はファステストラップ。(key)

#### 国際F3000選手権
| 年     | チーム               | 1       | 2      | 3       | 4       | 5       | 6       | 7      | 8     | 9       | 10      | 順位 | ポイント |
| ------ | -------------------- | ------- | ------ | ------- | ------- | ------- | ------- | ------ | ----- | ------- | ------- | ---- | -------- |
| 1999年 | レッドブル・ジュニア | IMO 9   | MON 15 | CAT Ret | MAG 12  | SIL 20  | A1R Ret | HOC 5  | HUN 8 | SPA DNQ | NUR DNQ | 18位 | 2        |
| 2000年 | レッドブル・ジュニア | IMO Ret | SIL 4  | CAT Ret | NUR Ret | MON Ret | MAG 23  | A1R 14 | HOC 6 | HUN 6   | SPA 10  | 16位 | 5        |

(key)

#### F1
| 年     | エントラント | シャシー | 1       | 2       | 3       | 4       | 5       | 6       | 7       | 8       | 9       | 10      | 11      | 12      | 13      | 14     | 15      | 16     | 17     | WDC  | ポイント |
| ------ | ------------ | -------- | ------- | ------- | ------- | ------- | ------- | ------- | ------- | ------- | ------- | ------- | ------- | ------- | ------- | ------ | ------- | ------ | ------ | ---- | -------- |
| 2001年 | アロウズ     | A22      | AUS Ret | MAL Ret | BRA Ret | SMR 10  | ESP Ret | AUT Ret | MON 9   | CAN Ret | EUR Ret | FRA Ret | GBR 14  | GER 8   | HUN Ret | BEL 12 | ITA Ret | USA 13 | JPN 14 | 21位 | 0        |
| 2002年 | アロウズ     | A23      | AUS DSQ | MAL Ret | BRA Ret | SMR Ret | ESP Ret | AUT Ret | MON Ret | CAN 12  | EUR Ret | GBR 10  | FRA DNQ | GER Ret | HUN     | BEL    | ITA     | USA    | JPN    | 22位 | 0        |

(key)

#### ワールドシリーズ・バイ・ニッサン
| 年     | エントラント       | 1       | 2       | 3         | 4         | 5         | 6         | 7       | 8         | 9        | 10      | 11        | 12      | 13      | 14        | 15      | 16      | 17      | 18        | 順位 | ポイント |
| ------ | ------------------ | ------- | ------- | --------- | --------- | --------- | --------- | ------- | --------- | -------- | ------- | --------- | ------- | ------- | --------- | ------- | ------- | ------- | --------- | ---- | -------- |
| 2003年 | RCモータースポーツ | JAR 1 3 | JAR 2 9 |           |           |           |           |         |           |          |         |           |         |         |           |         |         |         |           | 6位  | 112      |
| 2003年 | GDレーシング       |         |         | ZOL 1 16† | ZOL 2 Ret | MAG 1 Ret | MAG 2 Ret | MNZ 1 8 | MNZ 2 Ret | LAU 1 10 | LAU 2 6 | SPL 1 4   | SPL 2 8 | CAT 1 5 | CAT 2 3   | VAL 1   | VAL 2 8 | JAR 1   | JAR 2 3   | 6位  | 112      |
| 2004年 | GDレーシング       | JAR 1   | JAR 2 1 | ZOL 1 2   | ZOL 2 10  | MAG 1 3   | MAG 2 Ret | VAL 1 6 | VAL 2 4   | LAU 1 2  | LAU 2 3 | EST 1 Ret | EST 2 7 | CAT 1 3 | CAT 2 Ret | VAL 1 7 | VAL 2 6 | JER 1 7 | JER 2 Ret | 3位  | 121      |

- 太字はポールポジション、斜字はファステストラップ。(key)
- † : リタイアだが、90%以上の距離を走行したため規定により完走扱い。

### グランドツーリングカー

#### FIA GT選手権
| 年     | チーム                     | 使用車両                  | クラス | 1   | 2   | 3   | 4       | 5     | 6     | 7     | 8     | 順位 | ポイント |
| ------ | -------------------------- | ------------------------- | ------ | --- | --- | --- | ------- | ----- | ----- | ----- | ----- | ---- | -------- |
| 2009年 | サンガリ・チーム・ブラジル | シボレー・コルベット C6.R | GT1    | SIL | ADR | OSC | SPA Ret | HUN 3 | ALG 4 | LEC 1 | ZOL 4 | 11位 | 25       |

- 太字はポールポジション、斜字はファステストラップ。(key)

#### FIA GT1世界選手権
| 年     | チーム                         | 使用車両             | 1          | 2          | 3         | 4          | 5        | 6        | 7        | 8          | 9         | 10       | 11         | 12        | 13        | 14         | 15         | 16         | 17        | 18       | 19        | 20        | 順位 | ポイント |
| ------ | ------------------------------ | -------------------- | ---------- | ---------- | --------- | ---------- | -------- | -------- | -------- | ---------- | --------- | -------- | ---------- | --------- | --------- | ---------- | ---------- | ---------- | --------- | -------- | --------- | --------- | ---- | -------- |
| 2010年 | ビータフォン・レーシングチーム | マセラティ・MC12 GT1 | ABU QR Ret | ABU CR 6   | SIL QR 9  | SIL CR 15  | BRN QR 7 | BRN CR 6 | LEC QR 5 | LEC CR Ret | SPA QR 11 | SPA CR 4 | NÜR QR 7   | NÜR CR 12 | ALG QR 13 | ALG CR Ret | NAV QR Ret | NAV CR 12  | INT QR 4  | INT CR 1 | SAN QR 16 | SAN CR 14 | 15位 | 53       |
| 2011年 | スモウ・パワー GT              | 日産・GT-R GT1       | ABU QR 4   | ABU CR Ret | ZOL QR 12 | ZOL CR Ret | ALG QR 8 | ALG CR 7 | SAC QR 4 | SAC CR 4   | SIL QR 4  | SIL CR 7 | NAV QR Ret | NAV CR 12 | LEC QR 10 | LEC CR 7   | ORD QR 5   | ORD CR Ret | BEI QR 10 | BEI CR 6 | SAN QR 4  | SAN CR 4  | 9位  | 71       |

- 太字はポールポジション、斜字はファステストラップ。(key)